# Галинская, Ирина Львовна
Ири́на Льво́вна Гали́нская (урождённая Шмарук; 3 мая 1928, Киев, УССР — 29 января 2017, Москва, Российская Федерация) — советский и российский филолог, доктор филологических наук, руководитель отдела культурологии Центра гуманитарных научно-информационных исследований ИНИОН РАН, главный редактор издания «Культурология. Дайджест» (с 1996), член редакционной коллегии издания РГБ «Культура. Культурология».

## Биография
С отличием окончила отделение романо-германской филологии филологического факультета Киевского государственного университета (КГУ).
В 1972 году защитила кандидатскую диссертацию по «Девяти рассказам» и повести о Глассах Дж. Д. Сэлинджера, а в 1986 году — докторскую диссертацию на тему: «Художественно-философские основы и суггестивность литературного произведения».
Умерла в 2017 году. Урна с прахом захоронена в колумбарии на Донском кладбище в одной нише с мужем (колумбарий 15).

## Семья
С 1953 года и до конца жизни была женой Аркадия Галинского, известного советского и российского спортивного журналиста, комментатора, телеведущего и аналитика спорта.
- Дочь Елена (род. 1958) — лингвист, профессор МГУ им. М. В. Ломоносова[6].
  - Внук Александр Пиперски — лингвист и популяризатор науки, лауреат премии «Просветитель» 2017 года.

## Научная деятельность
Долгие годы занималась анализом романов зарубежных и русских писателей XX века, а также переводами на русский многих иностранных произведений, например, «Над пропастью во ржи» и продолжения романа шведского писателя Фредрика Колтинга (псевдоним: Дж. Д. Калифорния), выпущенного в 2009 году английским издательством. В русском переводе роман называется «Вечером во ржи. 60 лет спустя». Кроме того, внимания учёного удостоились следующие темы: образ среды в прозе Булгакова, рецепция творчества писателя в англоязычной критике, Михаил Булгаков и его время глазами нового поколения.
Изучала основу ряда художественных произведений классиков американской прозы: древнюю восточную философию, буддийские и даосские концепции, древнеиндийские эстетические нормы — «скрытое» философско-эстетическое содержание известных литературных произведений (имеются в виду не личные философские позиции художников, а взгляды на мир и место человека в нём, заимствованные ими из тех или иных философских и эстетических систем).

### Избранные публикации
- «Философские и эстетические основы поэтики Дж. Д. Сэлинджера» (1972),
- «Загадки известных книг» (1986),
- «Эстетические воззрения П. А. Флоренского» (1991),
- «Льюис Кэрролл и загадки его текстов» (1995),
- «Ключи к роману Маргарет Митчелл „Унесённые ветром“» (1997),
- «Наследие Михаила Булгакова в современных толкованиях» (2003),
- «Владимир Набоков: современные прочтения» (2005),
- «Документальная проза Нормана Мейлера и магический мир романов Джоан Роулинг» (2013),
- «Дж. С. Сэлинджер и М. Булгаков в современных толкованиях» (2015).